# ککسبرگ (پنسیلوانیا)
ککسبرگ (به انگلیسی: Kecksburg) یک منطقهٔ مسکونی در ایالات متحده آمریکا است که در شهرستان وستمورلند، پنسیلوانیا واقع شده‌است. ککسبرگ ۳۶۸٫۵۱ متر بالاتر از سطح دریا واقع شده‌است.